# Prüm (Fluss)
Die Prüm ist ein 95 km langer, orographisch linker Nebenfluss der Sauer in der Eifel. Sie fließt im Landkreis Vulkaneifel und im Eifelkreis Bitburg-Prüm in Rheinland-Pfalz.
Bekannt ist der Fluss durch seine Stromschnellen zwischen Prümzurlay und Irrel (Prümer bzw. Irreler Wasserfälle), wo regelmäßig Kajak-Wettkämpfe stattfinden.

## Name
Die ersten schriftlichen Nennungen sind Pronee (lies Prómeae, 4. Jh.) und „ingreditur in Prumiam“ (762 n. Chr.).
Der Sprachforscher Albrecht Greule sieht eine keltische Herkunft aufgrund des anlautenden P- kritisch und nimmt einen Zusammenhang mit dem urindogermanischen Verb *preh1- „anblasen, anfachen, ausspritzen“ im Sinne von „spritzendes Gewässer“ an.

## Geographie

### Verlauf
Die Prüm entspringt im Landkreis Vulkaneifel am nordöstlichen Ende des Schneifelrückens. Ihre Quelle liegt zwischen Ormont und Reuth auf 650 m ü. NHN im Arenberger Forst.
Anfangs verläuft die Prüm nördlich bis westlich am Ormonter Ortsteil Neuenstein vorbei. Kurz darauf erreicht sie den Eifelkreis Bitburg-Prüm und fließt durch Neuendorf und Olzheim. Anschließend läuft der Fluss durch die Kernstadt von Prüm, und er passiert Niederprüm. Hiernach verläuft er durch Watzerath, wo der Mehlenbach einmündet, Pittenbach und Pronsfeld, wo der Alfbach zufließt. Bis dorthin verläuft der Fluss überwiegend südsüdwestwärts.
Fortan dreht die Prüm nach Süden und verläuft durch Lünebach. Dann fließt die Prüm zwischen Merlscheid und Kinzenburg hindurch und erreicht Waxweiler. Von nun an verläuft sie südsüdostwärts. Dabei passiert der Fluss Niederpierscheid, Mauel, Echtershausen und Hamm, wo er mehrere Flussschleifen bildet. Hiernach fließt er durch den Stausee Bitburg (39,3 ha), an dessen Ostufer Biersdorf am See liegt.
Nach anschließendem Passieren von Wiersdorf durchfließt die Prüm Hermesdorf, dreht nach Südsüdwesten, Wißmannsdorf, Brecht, Oberweis und Bettingen. Fortan fließt sie südwärts und passiert Wettlingen und Peffingen. Ab dem dann durchflossenen Holsthum, wo die Enz einmündet, wendet sich der Fluss nach Südsüdosten und durchfließt Prümzurlay und Irrel, wo die Nims zufließt, und passiert Menningen.
Etwas weiter südlich mündet die Prüm in Minden als größter Zufluss in den Mosel-Zufluss Sauer; die Mündung liegt etwa auf demselben Längengrad wie die Quelle und damit nahezu südlich der Quelle.

### Einzugsgebiet
Das 888,758 km² große Einzugsgebiet der Prüm liegt in der Eifel und wird durch sie über die Sauer, die Mosel und den Rhein zur Nordsee entwässert.
Es grenzt
- im Osten an das Einzugsgebiet der Kyll, die in die Mosel mündet;
- im Südosten an das des Biewerbachs, der ebenfalls in die Mosel mündet;
- im Südwesten an das der Sauer und
- im Westen an das der Our, die in die Sauer mündet

### Zuflüsse
| Zuflüsse der Prüm ab 7 km Länge                                   | Zuflüsse der Prüm ab 7 km Länge | Zuflüsse der Prüm ab 7 km Länge | Zuflüsse der Prüm ab 7 km Länge | Zuflüsse der Prüm ab 7 km Länge |
| ----------------------------------------------------------------- | ------------------------------- | ------------------------------- | ------------------------------- | ------------------------------- |
| Quelle                                                            |                                 |                                 |                                 |                                 |
| Mehlenbach                                                        | Mehlenbach                      |                                 | 14,3 km                         | 14,3 km                         |
| Mönbach                                                           | Mönbach                         |                                 | 9,8 km                          | 9,8 km                          |
| Alfbach                                                           | Alfbach                         |                                 | 22,3 km                         | 22,3 km                         |
| Bierbach                                                          | Bierbach                        |                                 | 9,8 km                          | 9,8 km                          |
| Echtersbach                                                       | Echtersbach                     |                                 | 7,3 km                          | 7,3 km                          |
| Enz                                                               | Enz                             |                                 | 37,9 km                         | 37,9 km                         |
| Nims                                                              | Nims                            |                                 | 61,4 km                         | 61,4 km                         |
| Mündung – dunkelblau: linke Zuflüsse, hellblau: rechte Zuflüsse – |                                 |                                 |                                 |                                 |

Der Mehlenbach mündet vor Watzerath, der Mönbach nach Watzerath, der Alfbach bei Pronsfeld, der Bierbach nach Pronsfeld, der Echtersbach vor Brecht, die Enz in Holsthum und die Nims bei Irrel.